# Liste der Kardinaldiakone von San Giorgio in Velabro
Folgende Kardinäle waren Kardinaldiakone von San Giorgio in Velabro (lat. Diaconia Sancti Georgii ad velum aureum [in Velabro]):
| Name                             | von               | bis                |
| -------------------------------- | ----------------- | ------------------ |
| Licinio Savelli                  | um 1075           | vor 1088           |
| Raniero                          | 1088              | um 1099            |
| Bobone                           | 1099              | nach 1107          |
| Roscemanno Sanseverino OSBCas    | 1106              | 1128               |
| Rustico de’ Rustici              | 1128              | 1130               |
| Odone Fattiboni                  | 1130              | 1162/1165          |
| Manfredo OSB                     | 1163              | 1173               |
| Marcello                         | 1173              | 1174               |
| Raniero da Pavia                 | 1174              | 1182               |
| Ridolfo Nigelli                  | 1185              | 1188               |
| Gregorio Carelli                 | 1190              | 1210               |
| Bertrando                        | 1212              | 1216               |
| Pietro Capuano der Jüngere       | 1219              | 1242               |
| Pietro Capocci                   | 1244              | 1259               |
| Goffredo da Alatri               | 1261              | 1287               |
| Pietro Peregrosso                | 1288              | 1289               |
| Giacomo Gaetano Stefaneschi      | 1295              | 1341               |
| Jean de Caraman                  | 1350              | 1361               |
| Guillaume Bragose                | 1361              | 1362               |
| Giacomo Orsini                   | 1371              | 1379               |
| Pietro Tomacelli                 | 1381              | 1385               |
| Oddone Colonna                   | 12. Juli 1405     | 11. November 1417  |
| Prospero Colonna                 | 8. November 1430  | 24. März 1463      |
| Raffaele Sansoni Riario          | 12. Dezember 1477 | 29. Mai 1517       |
| Franciotto Orsini                | 6. Juli 1517      | 8. August 1519     |
| Girolamo Grimaldi                | 27. April 1528    | 27. November 1543  |
| Girolamo Recanati Capodiferro    | 9. Januar 1545    | 1. Dezember 1559   |
| Giovanni Antonio Serbelloni      | 14. Februar 1560  | 15. Mai 1565       |
| Markus Sittikus von Hohenems     | 1565              | 1577               |
| Giovanni Vincenzo Gonzaga        | 1578              | 1583               |
| Francesco Sforza                 | 1584              | 1585               |
| Benedetto Giustiniani            | 1587              | 1587               |
| Ottavio d’Acquaviva d’Aragona    | 1591              | 1593               |
| Cinzio Passeri Aldobrandini      | 1593              | 1605               |
| Orazio Maffei                    | 1606              | 1607               |
| Giacomo Serra                    | 1611              | 1615               |
| Pietro Maria Borghese            | 1624              | 1626               |
| Giovanni Stefano Donghi          | 1643              | 1655               |
| Paolo Emilio Rondinini           | 1655              | 1656               |
| Giancarlo de’ Medici             | 1656              | 1663               |
| Angelo Celsi                     | 1664              | 1668               |
| Paolo Savelli                    | 1669              | 1670               |
| Sigismondo Chigi                 | 1670              | 1678               |
| Paolo Savelli                    | 1678              | 1683               |
| Fulvio Astalli                   | 1686              | 1688               |
| Gasparo Cavalieri                | 1688              | 1689               |
| Giuseppe Renato Imperiali        | 1690              | 1732               |
| Agapito Mosca                    | 1732              | 1743               |
| Prospero Colonna                 | 1743              | 1756               |
| Niccolò Perelli                  | 1759              | 1772               |
| Antonio Casali                   | 1773              | 1777               |
| Romualdo Guidi                   | 20. Juli 1778     | 23. April 1780     |
| Vincenzo Maria Altieri           | 1781              | 1787               |
| Giovanni Rinuccini               | 21. Februar 1794  | 28. Dezember 1801  |
| Tommaso Riario Sforza            | 10. März 1823     | 17. November 1823  |
| Giuseppe Ugolini                 | 12. Februar 1838  | 13. September 1838 |
| Francesco de’ Medici di Ottaiano | 16. Juni 1856     | 11. Oktober 1857   |
| Antonio Matteucci                | 22. Juni 1866     | 9. Juli 1866       |
| Tommaso Maria Martinelli OSA     | 16. Januar 1874   | 17. September 1875 |
| John Henry Newman Orat.          | 12. Mai 1879      | 11. August 1890    |
| Francis Aidan Gasquet OSB        | 25. Mai 1914      | 6. Dezember 1915   |
| Luigi Sincero                    | 23. Mai 1923      | 13. März 1933      |
| Giovanni Mercati                 | 15. Juni 1936     | 23. August 1957    |
| André Jullien                    | 15. Dezember 1958 | 11. Januar 1964    |
| Benno Gut OSB                    | 26. Juni 1967     | 8. Dezember 1970   |
| Sergio Pignedoli                 | 5. März 1973      | 15. Juni 1980      |
| Alfons Maria Stickler SDB        | 25. Mai 1985      | 12. Dezember 2007  |
| Gianfranco Ravasi                | 20. November 2010 |                    |

## Belege
- Deaconries: San Giorgio in Velabro. In: Salvador Miranda: The Cardinals of the Holy Roman Church. (Website der Florida International University, englisch), abgerufen am 3. Februar 2014.
- Eintrag zu S. Giorgio in Velebro auf catholic-hierarchy.org; abgerufen am 3. Februar 2014.
- Cardinal deaconry of S. Giorgio in Valabro auf gcatholic.org, gesehen am 3. Februar 2014 (englisch).